# 帕特里克·布尔曼
帕特里克·布尔曼（瑞典語：Patrik Burman，1968年4月20日—），瑞典男子轮椅冰壶运动员。他曾代表瑞典参加2010年冬季残疾人奥林匹克运动会轮椅冰壶比赛，获得一枚铜牌。